# Hybomitra echusa
Hybomitra echusa är en tvåvingeart som beskrevs av Wang 1982. Hybomitra echusa ingår i släktet Hybomitra och familjen bromsar. Inga underarter finns listade i Catalogue of Life.